# 806 Gyldenia
806 Gyldenia
806 Gyldenia là một tiểu hành tinh ở vành đai chính. Nó được Max Wolf phát hiện ngày 18.4.1915 ở Heidelberg và được đặt theo tên Hugo Gyldén, nhà thiên văn học người Thụy Điển-Phần Lan.